# Храм Вознесения Господня на Гороховом поле
Храм Вознесения Господня на Гороховом поле (Вознесенская церковь) — православный храм в Басманном районе Москвы. Относится к Богоявленскому благочинию Московской епархии Русской православной церкви. Настоятель храма — протоиерей Максим Батурин.

## История
«Горохово поле» в названии храма происходит от исторического названия района, где стоит церковь. Район, в свою очередь, обязан своим названием располагавшемуся там в XVIII веке казённому гороховому двору. В путеводителе 1831 года сказано:

Проходя дом графа Разумовского, вы в нескольких шагах на перекрестке видите хорошей архитектуры церковь Вознесения Господня, украшенную снаружи под карнизом изображениями Апостолов довольно искусной кистью, внутри храм сей убран великолепно и со вкусом. Оный построен в 1793 году, и как известно, на земле графа Разумовского; не надлежит однако полагать, что храм сей вновь на сем месте выстроен, ибо летописи упоминают о храме здесь бывшем ещё в царствование царя Михаила Федоровича.
Существующая церковь построена в 1788—1793 годах в стиле московского классицизма и по ряду деталей приписывается архитектору Матвею Федоровичу Казакову. Домовый храм при усадьбе Алексея Разумовского существовал с 1733 года, когда о его строительстве распорядился тогдашний владелец имения граф Михаил Головкин.
Святынями храма считаются крест-мощевик с частицами мощей святого Николая, преподобного Сергия Радонежского, праведного Симеона-богоприимца, святого Андрея Критского и других угодников Божиих, частицей Гроба Господня, частицей гроба Божией Матери и частицей Животворящего Креста Господня; иконы Божией Матери «Нечаянная радость» и «Державная», икона святого Николая.

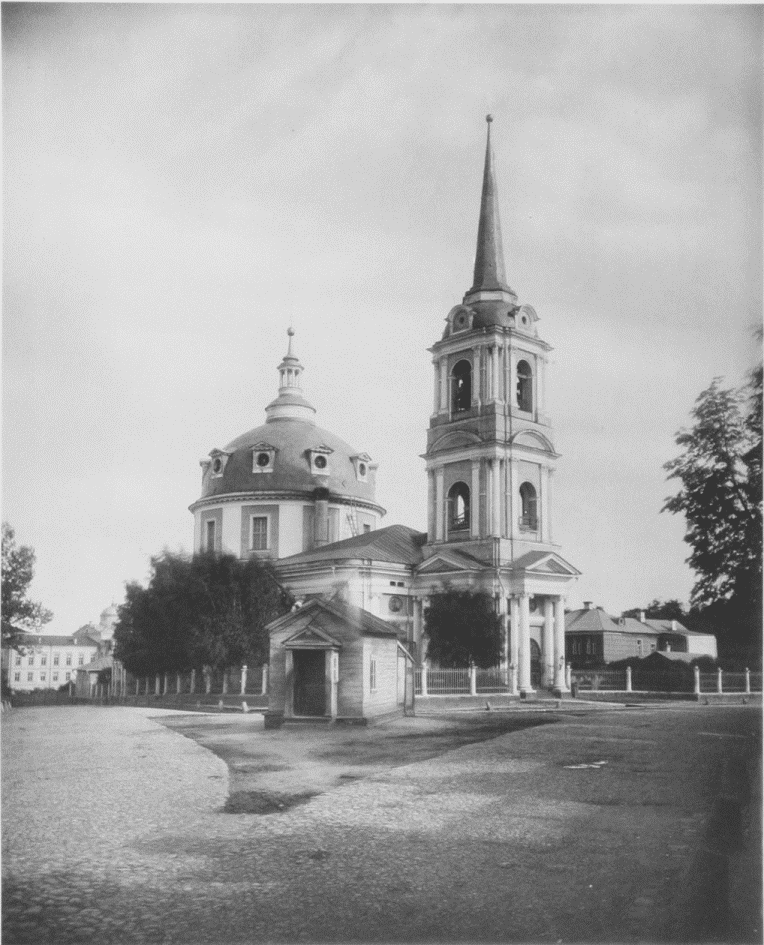
Храм Вознесения на Гороховом поле (1883 год)
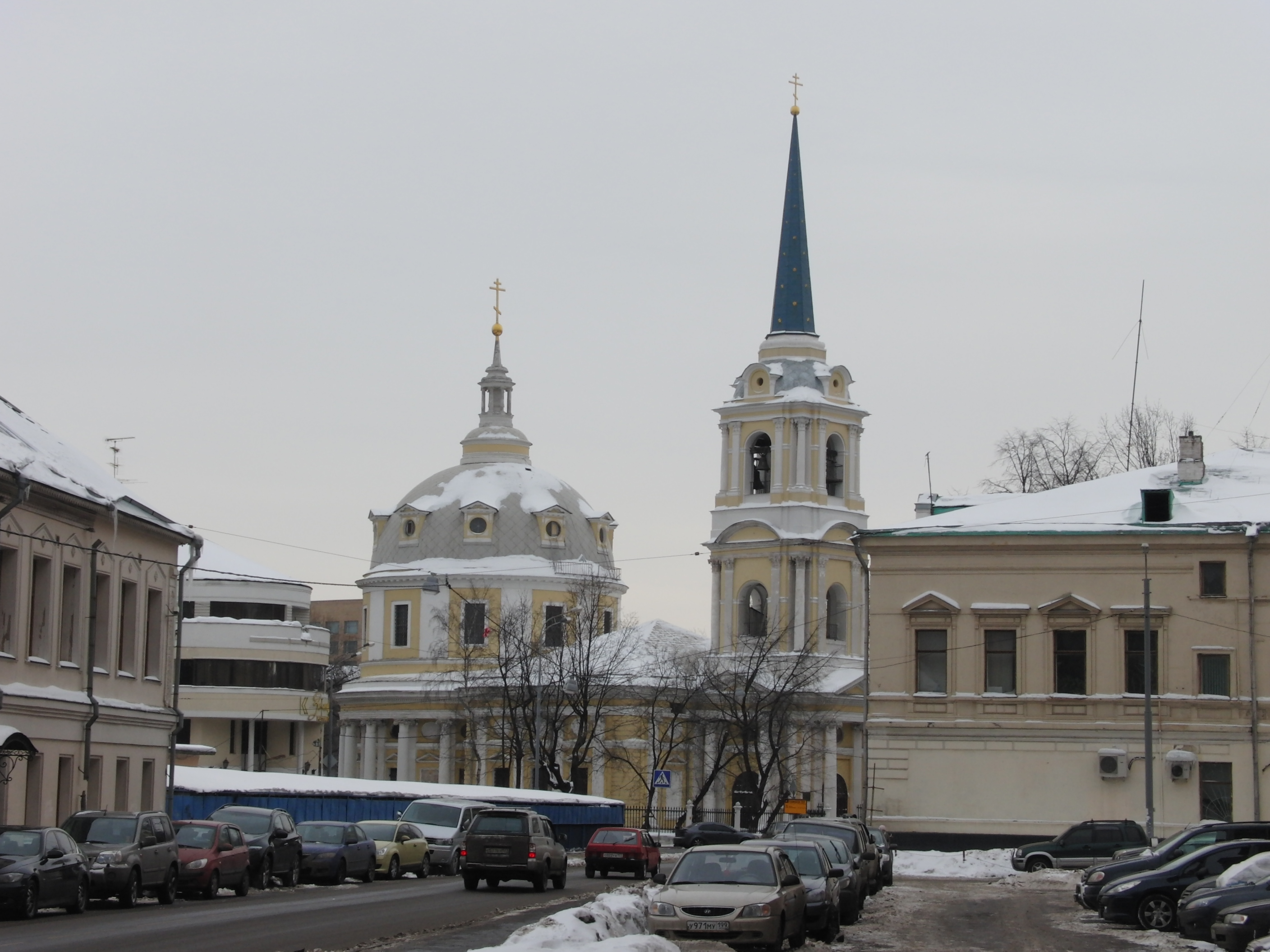
Храм Вознесения на Гороховом поле
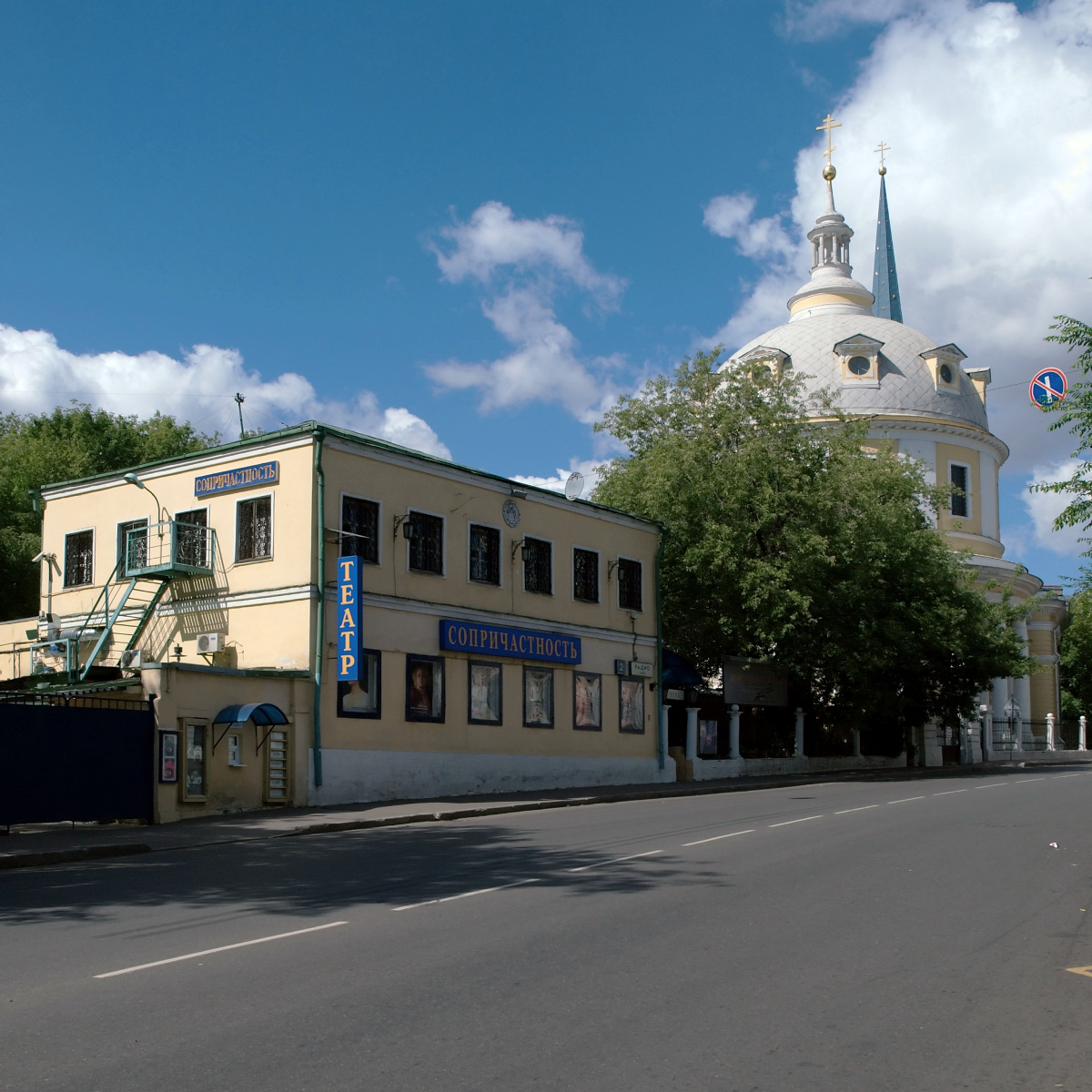
Улица Радио

## Духовенство
- Настоятель храма — протоиерей Максим Батурин (со 2 июня 2021 года)
- Протоиерей Сергий Горшков
- Протодиакон Владислав Ярмошенко
- Диакон Владимир Минаев[2].

## Примечание
1. ↑  [Гурьянов, И.Г.] Москва, или Исторический путеводитель по знаменитой столице Государства Российского. М., 1831.
2. ↑  Духовенство Храма Вознесения Господня на Гороховом поле (рус.). Дата обращения: 24 июля 2020. Архивировано из оригинала 21 июля 2020 года.